# Бойцово (Ленинградская область)
Бойцово (до 1948 года Йоенсуу, фин. Joensuu) — посёлок в Ларионовском сельском поселении Приозерского района Ленинградской области.

## Название
В переводе с финского Йоенсуу означает устье реки.
По решению исполкома Кексгольмского райсовета зимой 1948 года деревня Йоенсуу получила наименование Коровино. В июле того же года исполком райсовета изменил свое решение, присвоив деревне название Бойцово, в честь Героя Советского Союза Ивана Никитовича Бойцова, погибшего на реке Тайпаленйоки зимой 1939 года при штурме финских ДОТов. Переименование было закреплено указом Президиума ВС РСФСР от 13 января 1949 года.

## История
- Деревня Йоенсуу на финской карте 1923 года

До 1939 года деревня Йоенсуу входила в состав волости Кякисалми Выборгской губернии Финляндской республики. На территории деревни находился дом престарелых, поэтому вместо официального названия населенного пункта иногда употреблялось финское Кунналискоти. 
С 1 января 1940 года — в составе Карело-Финской ССР.
С 1 августа 1941 года по 31 июля 1944 года финская оккупация.
С 1 ноября 1944 года в составе Кексгольмского района Ленинградской области.
С 1 октября 1948 года учитывается как посёлок Бойцово и находится в составе Ларионовского сельсовета Приозерского района.
С 1 февраля 1963 года — в составе Выборгского района.
С 1 января 1965 года — вновь в составе Приозерского района. 
По данным 1966, 1973 и 1990 годов посёлок Бойцово входил в состав Ларионовского сельсовета.
В 1997 году в посёлке Бойцово Ларионовской волости проживал 1 человек, в 2002 году — 6 человек (все русские).
В 2007 году в посёлке Бойцово Ларионовского СП проживали 12 человек, в 2010 году — 3 человека.

## География
Посёлок расположен в северной части района на автодороге 41К-185 (Комсомольское — Приозерск).
Расстояние до административного центра поселения — 7 км.
Расстояние до ближайшей железнодорожной станции Мюллюпельто — 10 км.
Посёлок находится на восточном берегу озера Вуокса.

## Демография
| 2007 | 2010 | 2017 |
| ---- | ---- | ---- |
| 12   | ↘3   | ↗5   |

## Улицы
Урожайная